# Dynatosoma coquilletti
Dynatosoma coquilletti är en tvåvingeart som beskrevs av Landrock 1918. Dynatosoma coquilletti ingår i släktet Dynatosoma och familjen svampmyggor. Inga underarter finns listade i Catalogue of Life.